# Felipe Hermosa
Felipe Santiago Hermoza y Sarmiento   (Cusco, 1 de mayo de 1893-Lima, 30 de junio de 1980), fue un sacerdote peruano. arzobispo del Cusco y vicario castrense.

## Biografía
Nacido el primero de mayo de 1893 en la ciudad del Cusco (Perú).

### Sacerdocio
El 23 de febrero de 1918 se ordenó como sacerdote en su ciudad natal.

### Episcopado
El 13 de junio de 1935 fue nombrado Obispo del Cusco y consagrado el 8 de septiembre del mismo año. Con la elevación de la diócesis a arquidiócesis, fue luego jefe de la iglesia cusqueña, nombrado primer arzobispo de esa arquidiócesis, el 23 de mayo de 1943, retirándose del mismo en 1956.
Asumiendo como arzobispo titular de Berea, fue nombrado arzobispo-vicario militar del Perú, cargo que ejerció hasta 1967. Arzobispo emérito del Cusco, falleció el 30 de junio de 1980 en la ciudad de Lima. Esta enterrado en la cripta de la Catedral del Cuzco.